# 3742-es busz
A 3742-es jelzésű autóbuszvonal Miskolc, Hejőkeresztúr és Nemesbikk között húzódó regionális vonal, amelyet a Volánbusz Zrt. üzemeltet.

## Útvonala
A miskolci autóbusz-állomásról indul. A 3-as főúton kezdi el útját Mezőkövesd felé, odairányban a főúton, visszirányban a Csabai kapun és a Corvin utcán át közlekedik, melyek a város egyik jelentősebb csomópontjában, a miskolctapolcai elágazásnál érnek össze. Hejőcsaba és Görömböly városrészei mentén hagyja el a várost, párhuzamosan a Budapest–Sátoraljaújhely-vasútvonallal.
Első települését, Mályit az egykori téglagyára felől közelíti meg, majd a főúton tartózkodva szeli át, a környék egyik nevezetességének számító Mályi-tavat nem érintve. Innen déli irányban Nyékládháza következik, amelyen belül a Mezőcsát felé vezető úton a belvárosba megy, a vonal felezőpontjára, mivel indításainak nagyrésze innen történik, valamint ide érkezik. Emellett hétvégén egy alkalommal a jelenleg már csak a Budapest–Sátoraljaújhely-vasútvonal személyforgalma és teherforgalom által bejárt városi vasútállomására hajt, utána az ónodi mellékúton távolodik 2 kilométert, a Vadvirág utcai buszfordulóhoz.
Ezután a központból mellékúton el is hagyja Nyékládházát a miskolci vasúti fővonal keresztezését követően. A bányászati munkák miatt itt is gyakoriak a bányatavak, horgásztavak, nyékládházai üdülőterületek mellett halad el a 2007-ben megszűntetett Mezőcsát–Nyékládháza-vasútvonallal együtt. A legtöbb alkalommal Hejőkeresztúr településre kitérést tesz, utána az Alföld és a Tisza felé folytatja útját. Azonos úton a 3741-es és 3743-as buszok közlekednek, a vonal az előbbit követi Hejőszalonta településen belül. Bőven a Tiszaújvárosi járásban a vele kapcsolatban levő buszvonalak a jellemzőek, melyek Szakáld községen is átmennek, illetve a központinak számító Hejőbábán.
A falutól délkeleti irányban található végállomása, Nemesbikk, előtte a hozzátartozó Tatárdomb településrészén megy át, mielőtt a falusi temetőben érne célba. Nemesbikk tömegközlekedésileg zsákfalu, az Oszlár felé vezető 3312-es mellékúton menetrendszerinti autóbusz nem közlekedik.

## Közlekedése
Indításai minden nap történnek, többekközött Szakáldról a megyeszékhelyre mentesítő járat is indul iskolai napok reggelein, sőt Nemesbikk hétvégén is összekapcsolt Miskolc városával. Amennyiben a járat csak Nyékládházától vagy addig közlekedik, Miskolc irányából mindig biztosított a csatlakozás. Némely Nyékládházáról induló járat gyorsjárati jelleggel közlekedik. A település Tiszaújváros felől van nagyobb összeköttetésben.

### Csatlakozást biztosít
- Nyékládháza, gyógyszertár megállóhelyen – Miskolc felé/felől autóbuszra (3739, 3743, 3744).

### Törzsjárművei
- az NRL-913 rendszámú Mercedes-Benz Intouro autóbusz.

| Viszonylat                                        | Indításszám     | Közlekedési rend          |
| ------------------------------------------------- | --------------- | ------------------------- |
| Miskolc, aut. áll. – Szakáld, bolt                | 1 pár           | tanítási napokon          |
| Miskolc, aut. áll. – Nemesbikk, aut. ford.        | 4 pár           | tanítási napokon          |
| Miskolc, aut. áll. – Nemesbikk, aut. ford.        | 3 pár           | tanszünetben munkanapokon |
| Miskolc, aut. áll. – Nemesbikk, aut. ford.        | 2 pár           | hétvégéken                |
| Nyékládháza, gyógyszertár – Nemesbikk, aut. ford. | 3 oda, 4 vissza | tanítási napokon          |
| Nyékládháza, gyógyszertár – Nemesbikk, aut. ford. | 4 oda, 5 vissza | tanszünetben munkanapokon |
| Nyékládháza, gyógyszertár – Nemesbikk, aut. ford. | 4 oda, 5 vissza | szabadnapokon             |
| Nyékládháza, gyógyszertár – Nemesbikk, aut. ford. | 3 oda, 4 vissza | munkaszüneti napokon      |

## Megállóhelyei
| 0                                                | Miskolc, autóbusz-állomás végállomás             | 0.0 km  | 1, 1G, 3, 3A, 4, 7, 11, 12G, 20, 20A, 24, 28, 32, 34G, 35, 43, 44, 45, 101B, 900, 914, 935 1050, 1053, 1369, 1370, 1372, 1373, 1374, 1375, 1376, 1377, 1380, 1381, 1383, 1384, 1410, 1411 3700, 3701, 3702, 3703, 3704, 3705, 3706, 3707, 3708, 3709, 3710, 3711, 3712, 3714, 3715, 3716, 3717, 3718, 3719, 3720, 3721, 3722, 3723, 3724, 3726, 3727, 3728, 3729, 3730, 3731, 3733, 3734, 3735, 3736, 3737, 3738, 3739, 3740, 3741, 3743, 3744, 3745, 3746, 3747, 3748, 3749, 3750, 3751, 3752, 3753, 3754, 3755, 3757, 3760, 3761, 3764, 3765, 3766, 3767, 3770, 3772, 3773, 3774, 3775, 3776, 3777, 4019 |
| 1                                                | Miskolc, Vörösmarty út (↓)                       | 1.0 km  | 3A, 14G, 21, 21G, 24, 32, 35, 45, 901, Auchan 1 1050, 1369, 1370, 1372, 1375, 1376, 1377, 1380, 1381 3738, 3739, 3740, 3741, 3743, 3744, 3745, 3746, 3747, 3748, 3749, 3750, 3751, 3752, 4019 |
| ∫                                                | Miskolc, Corvin utca (↑)                         | ∫       | 20, 28, 34, 35, 43, 44, Auchan 1 1369, 1370, 1372, 1375, 1376, 1377, 1410 3738, 3739, 3740, 3741, 3743, 3744, 3745, 3746, 3747, 3748, 3749, 3750, 3751, 3752, 4019 |
| 2                                                | Miskolc, Lévay József utca (↓)                   | 1.8 km  | 4, 30, 31, 32, 35G, 45 1369, 1370, 1377, 1381 3738, 3739, 3740, 3741, 3743, 3744, 3745, 3746, 3747, 3748, 3749, 3750, 3751, 3752, 4019 |
| ∫                                                | Miskolc, SZTK rendelő (↑)                        | ∫       | 14, 20, 21, 30, 31, 34, 36, 43, 44, 900, 914, 935 1369, 1370, 1377 3738, 3739, 3740, 3741, 3743, 3744, 3745, 3746, 3747, 3748, 3749, 3750, 3751, 3752, 4019 |
| 3                                                | Miskolctapolcai elágazás                         | 3.2 km  | 4, 14, 20, 24, 30, 32, 34, 36, 43, 44, 45, 900, 914, 935 1050, 1369, 1370, 1372, 1373, 1374, 1375, 1376, 1377, 1380, 1381, 1410, 1411 3738, 3739, 3740, 3741, 3743, 3744, 3745, 3746, 3747, 3748, 3749, 3750, 3751, 3752, 4019 |
| 4                                                | Miskolc (Hejőcsaba), gyógyszertár                | 4.3 km  | 4, 14, 43, 44, 45, 900, 914 1377, 1381 3738, 3739, 3740, 3741, 3743, 3744, 3745, 3746, 3747, 3748, 3749, 3750, 3751, 3752, 4019 |
| 5                                                | Miskolc (Hejőcsaba), cementgyár                  | 5.0 km  | 4, 14, 43, 44, 45, 900, 914 1377, 1381 3738, 3739, 3740, 3741, 3743, 3744, 3745, 3746, 3747, 3748, 3749, 3750, 3751, 3752, 4019 |
| 6                                                | Miskolc, Görömböly bejárati út (↓)               | 5.8 km  | 4, 43, 44, 53 1377, 1381 3738, 3739, 3740, 3741, 3743, 3744, 3745, 3746, 3747, 3748, 3749, 3750, 3751, 3752, 4019 |
| 7                                                | Miskolc, harsányi útelágazás                     | 6.5 km  | 4, 43, 44, 53 1050, 1369, 1372, 1375, 1376, 1377, 1381 3738, 3739, 3740, 3741, 3743, 3744, 3745, 3746, 3747, 3748, 3749, 3750, 3751, 3752, 4019 |
| 8                                                | Miskolci Állami Gazdaság                         | 8.8 km  | 1377, 1381 3739, 3740, 3741, 3743, 3744, 3745, 3747, 3748, 3749, 3750, 4019 |
| 9                                                | Mályi, Agroker bejárati út                       | 9.7 km  | 1370, 1377, 1381 3739, 3740, 3741, 3743, 3744, 3745, 3747, 3748, 3749, 3750, 4019 |
| 10                                               | Mályi, téglagyár                                 | 10.3 km | 1370, 1377, 1381 3739, 3740, 3741, 3743, 3744, 3745, 3747, 3748, 3749, 3750, 4019 |
| 11                                               | Mályi, bolt                                      | 11.1 km | 1050, 1369, 1370, 1372, 1375, 1376, 1377, 1380, 1381, 1410 3739, 3740, 3741, 3743, 3744, 3745, 3747, 3748, 3749, 3750, 4019 |
| 12                                               | Mályi, lakótelep                                 | 11.8 km | 1377, 1381 3739, 3741, 3743, 3744, 3745, 3747, 3748, 3749, 3750, 4019 |
| 13                                               | Nyékládháza, ónodi elágazás                      | 13.4 km | 1369 3739, 3741, 3743, 3744, 3745 |
| 14                                               | Nyékládháza, gyógyszertár vonalközi végállomás   | 14.2 km | 1369 3739, 3741, 3743, 3744, 3745 |
| Hétvégén 1 alkalommal érintett.                  |                                                  |         | |
| ∫                                                | Nyékládháza vasútállomás                         | ∫       | 3739, 3744 IC, InterRégió, sebesvonat, személyvonat, vonatpótló – Nyékládháza (80, 89) |
| ∫                                                | Nyékládháza, emlékmű                             | ∫       | 3739, 3744 |
| ∫                                                | Nyékládháza, Ónodi utca 7.                       | ∫       | 3739, 3744 |
| ∫                                                | Nyékládháza, autóbusz-forduló                    | ∫       | 3744 |
| ∫                                                | Nyékládháza, Ónodi utca 7.                       | ∫       | 3739, 3744 |
| ∫                                                | Nyékládháza, emlékmű                             | ∫       | 3739, 3744 |
| ∫                                                | Nyékládháza vasútállomás                         | ∫       | 3739, 3744 IC, InterRégió, sebesvonat, személyvonat, vonatpótló – Nyékládháza (80, 89) |
| 15                                               | Nyékládháza, almáskert                           | 15.8 km | 3741, 3743 |
| 16                                               | Hejőkeresztúr, bejárati út                       | 19.1 km | 3741, 3743, 3967, 4009 |
| Munkanapokon 11; hétvégén 6 alkalommal érintett. |                                                  |         | |
| ∫                                                | Hejőkeresztúr, iskola                            | ∫       | 3741, 3743, 3967, 4009 vonatpótló – Hejőkeresztúr (89) |
| ∫                                                | Hejőkeresztúr, autóbusz-forduló                  | ∫       | 3741, 3743, 3967, 4009 |
| ∫                                                | Hejőkeresztúr, iskola                            | ∫       | 3741, 3743, 3967, 4009 vonatpótló – Hejőkeresztúr (89) |
| 16                                               | Hejőkeresztúr, bejárati út                       | 19.1 km | 3741, 3743, 3967, 4009 |
| 17                                               | Hejőszalonta, bejárati út                        | 21.2 km | 3741, 3743, 3967, 3969, 4009 |
| 18                                               | Hejőszalonta, sportpálya                         | 21.7 km | 3741, 3967, 3969 |
| 19                                               | Hejőszalonta, Kossuth utca 76.                   | 22.0 km | 3741, 3967, 3969 |
| 20                                               | Hejőszalonta, kerámia üzem                       | 23.0 km | 3741, 3967, 3969 |
| 21                                               | Szakáld, felső                                   | 24.5 km | 3741, 3967, 3969 |
| 22                                               | Szakáld, bolt vonalközi végállomás               | 25.0 km | 3741, 3967, 3969 |
| 23                                               | Szakáld, lakótelep                               | 26.1 km | 3741, 3967, 3969 |
| 24                                               | Hejőbába, sajószögedi elágazás                   | 29.7 km | 3741, 3966, 3967, 3968, 3969 |
| 25                                               | Hejőbába, községháza                             | 30.6 km | 3741, 3966, 3967, 3968 |
| 26                                               | Hejőbába, iskola                                 | 30.9 km | 3741, 3966, 3967, 3968 |
| 27                                               | Nemesbikk, Tatárdomb                             | 32.0 km | 3741, 3966, 3968 |
| 28                                               | Nemesbikk, művelődési ház                        | 33.1 km | 3741, 3966, 3968 |
| 29                                               | Nemesbikk, autóbusz-forduló vonalközi végállomás | 33.5 km | 3741, 3966, 3968 |